# 斯特氏菌属
斯特氏菌属也称斯梯特氏菌属，為硫还原球菌目硫还原球菌科的一属革兰氏阴性菌。细胞不规则盘形球。栖息于海洋热液系统的沉积物。此属的模式种且为唯一种为喜氢斯氏菌(Stetteria hydrogenophila)。

## 下属物种
- 喜氢斯特氏菌 Stetteria hydrogenophila Jochimsen et al. 1998